# OBSAI
Der Begriff OBSAI bezeichnet einen offenen Standard für Basisstationen im Bereich der Mobilfunknetzwerktechnik. Die sogenannte "Open Base Station Architecture Initiative" ist eine von Hyundai, LGE, Nokia, Samsung, ZTE und über 100 weiteren Herstellern im September 2002 ins Leben gerufene Initiative, mit dem Ziel, einen offenen Standard für Basisstationen zu erarbeiten und Entwicklungskosten zu senken.
Die OBSAI-Spezifikationen beschreiben die Architektur, die funktionellen Beschreibungen und minimale Anforderungen, um Module in Basisstation integrieren zu können. Diese ist durch einen eindeutig definierten, funktional gegliederten Aufbau gekennzeichnet, dessen Gliederung auf drei Referenzpunkten basiert. Dank dieser klaren Gliederung können die verschiedenen Module einer Basisstation unabhängig voneinander entwickelt werden.
Die drei Referenzpunkte haben die Bezeichnung RP1, RP2 und RP3.
- RP1 definiert die Schnittstelle für die interne Steuerungs- und Managementebene für alle Funktionsbausteine.
- RP2 definiert die logische Bedienschnittstelle zwischen den Transport- und Basisband-Bausteinen und bietet eine klare funktionale Unterteilung zwischen den T- und E-Übertragungsschnittstellen und vielen Funktechniken wie Wideband Code Division Multiple Access (WCDMA), CDMA2000, EDGE und weiteren.
- RP3 definiert die Hochleistungs-Schnittstelle für den Up- und Downlink.[1]